# آبراهام گولویان
آبراهام آبراهامی (هامبارتسومی) گولویان (ارمنی: Աբրահամ Աբրահամի (Համբարձումի) Գուլոյան؛ ۱۸۹۳ – ۱۹ آوریل ۱۹۳۸) یک سیاست‌مدار اهل ارمنستان که از ۱۹۳۰ تا ۱۹۳۲ به عنوان وزیر کشاورزی و از ۱۹۳۵ تا ۱۹۳۷ به عنوان نخست‌وزیر ارمنستان شوروی خدمت نمود.

## یادداشت
1. ↑  ՀԽՍՀ Ժողովրդական կոմիսարների խորհրդի նախագահ
2. ↑  ՀՍԽՀ հողագործության ժողովրդական կոմիսար